# Hewlett Packard HP-110
Hewlett Packard HP-110 (HP-110) је кућни рачунар фирме Хјулит Пакард (Hewlett Packard) који је почео да се производи у САД током 1984. године.
Користио је 8086 CMOS микропроцесорску јединицу а RAM меморија рачунара је имала капацитет од HP-110 : 272  (до 176 kb може се користити као виртуелни диск). 
Као оперативни систем кориштен је DOS 2.11.

## Детаљни подаци
Детаљнији подаци о рачунару HP-110 су дати у табели испод.
|                       |                                                            |
| [ 1 ]                 |                                                            |
| Произвођач            | Хјулит Пакард                                              |
| Тип                   | кућни рачунар                                              |
| Меморија              | HP-110 : 272 (до 176 може се користити као виртуелни диск) |
| Поријекло             | Сједињене Америчке Државе                                  |
| Година                | 1984                                                       |
| Тастатура             | QWERTY / AZERTY механичка тастатура                        |
| Процесор              |                                                            |
| Фреквенција процесора | 5,33                                                       |
| RAM                   | HP-110 : 272 (до 176 може се користити као виртуелни диск) |
| ROM                   | 384 (DOS и уграђени програми)                              |
| Текст                 | HP-110 : 80 x 16                                           |
| Графика               | HP-110 : 480 x 128                                         |
| Боја                  | не                                                         |
| Звук                  | мали звучник ?                                             |
| Димензије             | 32 x 25 x 7 / 4kg                                          |
| Портови               |                                                            |
| Оперативни систем     |                                                            |